# Гревиль, Анри
Анри Гревиль (фр. Henry Gréville), настоящее имя Алиса-Мари-Селеста Дюран-Гревиль, урождённая Флёри (Alice-Marie-Céleste Durand-Gréville; 12 октября 1842, Париж — 26 мая 1902, Булонь-Бийанкур) — французская писательница, автор множества романов, действие которых по большей части происходит в России.

## Биография и творчество
Алиса-Мари-Селеста Флёри родилась 12 октября 1842 года в Париже. Её отцом был писатель и журналист Жан-Франсуа Флёри, впоследствии уехавший в Россию. С 1857 по 1872 год Алиса жила в России, куда приехала с отцом, получившим место преподавателя французского языка в Училище правоведения и в Петербургском университете. В России Алиса изучала русский язык, закончила Высшие женские курсы и работала гувернанткой, в том числе в семье Марии Алексеевны Щербатовой. В 19 лет она организовала школу для крестьян в Смоленской губернии. Впоследствии Алиса начала писать и опубликовала несколько повестей в Journal de St.-Pétersbourg.
В 1857 году Алиса Флёри вышла замуж за Эмиля Дюрана-Гревиля, который преподавал французский язык в училище правоведения и на педагогических женских курсах, а также был переводчиком произведений Тургенева и Островского. В 1872 году супруги вернулись во Францию. В Париже Алиса Дюран-Гревиль, по рекомендации Тургенева, начала печататься в Revue des Deux Mondes, а затем в таких изданиях, как Le Figaro, La Nouvelle revue, Le Journal des débats, Le Temps. Издатели, желавшие получить в её лице новую Жорж Санд, предложили писательнице взять мужской псевдоним. Отныне она писала под именем Анри Гревиль. В общей сложности она опубликовала около 70 романов, большинство которых посвящено изображению русского общества, а также писала театральные пьесы, новеллы и стихи. Произведения писательницы имели успех, в том числе за пределами Франции, а её учебник морали и этикета для девочек, «Instruction morale et civique pour les jeunes filles», выдержал с 1882 по 1891 год 28 переизданий. В 1878 году за свой роман «Дося» («Dosia») Гревиль получила Монтионовскую премию; с 1877 по 1890 год роман переиздавался 73 раза. В 1878 году критик Луи Леже писал о ней и о её творчестве: «давая Франции возможность лучше узнать Россию, г-жа Анри Гревиль заслужила признательность обеих наций».
Алиса Дюран-Гревиль умерла в 1902 году в Булонь-Бийанкуре, во время лечения в санатории. В 1904 году её именем были названы улица в Ментоне и площадь в Шербуре. Имя Анри Гревиль носит также библиотека в коммуне Гревиль-Аг в Нормандии.